# Labena rufa
Labena rufa là một loài tò vò trong họ Ichneumonidae.